# Servant of the Mind
Servant of the mind es el octavo álbum de estudio de la banda de rock danesa Volbeat. El álbum fue publicado el 3 de diciembre de 2021 a través de Vértigo, República, y Registros Universales. Estuvo precedido por cuatro singles: "Wait a minute my girl" (colaborando con Stine Bramsen), "Dagen Før", "Shotgun blues", y "Becoming". El álbum marca un regreso a un sonido más pesado en comparación a su álbum anterior, Rewind, Replay, Rebound.
- Datos: Q108667713